# 이용훈 (1998년)
이용훈(1998년 6월 26일 ~)은 대한민국의 가수다. 2020년 싱글 앨범 [난 참 별로인 사람]으로 데뷔했다.

## 학력
- 경희대학교 포스트모던음악학과

## 방송
- 슈퍼밴드 (2019) - Top49(44위)

## 음반
- JTBC 슈퍼밴드 Episode 3, 4 (2019)
- JTBC 슈퍼밴드 Episode 7 (2019)
- 난 참 별로인 사람 (2020)
- 먼쓸리:붐 에피소드06 (2022)

## 공연
- [실용음악과 연합공연] SING 4 U 2 (2018)
- 서울뮤직페스티벌 (2019)

## 수상
- 서경대학교 전국 실용음악 콩쿠르 고등부 보컬 장려상 (2017)
- 제44회 서울시장배 복싱대회 고등부 -56kg급 2위 (2014)